# Ђовани Бокачо
Ђовани Бокачо (итал. Giovanni Boccaccio; Черталдо, 1313 — Черталдо, 1375), италијански књижевник, хуманиста.  Учествовао активно у политичком и културном животу фирентинске Комуне.

## Биографија
Ђовани Бокачо, један од најзначајнијих писаца хуманизма, рођен је 1313. године, највероватније у Черталду, као ванбрачно дете имућног трговца Бокачина ди Келина. Младост је провео у Напуљу, где се школовао и започео свој књижевни развој. Када се појавила црна куга 1348. године, Бокачо се налазио у Фиренци. Од куге су умрли његов отац и маћеха, и тада је Бокачо остао на челу родитељског дома. Након 1348. године, књижевна слава и друштвени положај почели су да му доносе различита признања од фирентинске Комуне. Писац се током следеће деценије бавио разним званичним, дипломатским пословима. Веома велики утицај на Бокачов духовни развој и књижевни рад имао је Петрарка, са којим се Бокачо упознао 1350. године у Фиренци, и са којим је остао пријатељ до краја живота. Пропаст завере у децембру 1360. године, у коју су биле умешане личности веома блиске Бокачу изменила је политичке односе унутар фирентинске Комуне. У том периоду Бокачо је удаљен од јавних обавеза. Разочаран преварама и интригама у градском политичком животу писац се повукао у Черталдо, где је учио и медитирао. У новој фази политичке напетости, Бокачо је добио нова јавна задужења. Од велике важности била је његова посланичка мисија, од августа до новембра 1365. године, која је папи Урбану V донела подршку Фиренце за повратак папског двора у Рим. У пролеће 1371. године вратио се у Черталдо са свог последњег путовања у Напуљ, и ту је живео у оскудици, болестан, међу својим књигама. Године 1373. фирентинска Комуна га је позвала да у цркви Сан Стефано ди Бадија јавно чита и тумачи Дантеову Комедију. Умро је у Черталду 21. децембра 1375. године.

## Књижевна активност у Напуљу
Дух Напуља, као и живот који је тамо водио сасвим је одговарао Бокачовим људским, интелектуалним и стваралачким тежњама. Кретао се у круговима учених људи и отменог света. Било му је омогућено да користи велику краљевску библиотеку, у којој је задовољавао своја широка интересовања у вези са књижевношћу, астрологијом, митологијом и другим подручјима. У таквој друштвеној и културној средини, којој је обележје давала хедонистичка и аристократска литература, Бокачо је започео интензивну књижевну активност, како на латинском, тако и на народном језику. Ипак, усредсредио се на дела на народном језику намењена дворској средини у којима је обрадио низ мотива у вези са сопственом личношћу.
Бокачо, попут Петрарке и Дантеа доживљава као најзначајнији догађај у формирању себе као књижевника сусрет са женом, која ће остати његова једина права и никад заборављена љубав. И данас је нејасно да ли је ова велика Бокачова љубав само плод маште и литерарне конвенције или реалан доживљај пресудан у развоју писца. Бокачова Фијамета је, како он сам тврди, била незаконита ћерка Роберта Анжујског.
Ако се изоставе разне Риме, прво дело које је Бокачо саставио био је краћи спев, Дијанин лов, мала поема од осамнаест певања у терцинама.
Дело европске славе из напуљског периода јесте роман у прози, у пет књига, Филоколо. Бокачо је у овом делу проширио, у књижевности већ познату тему о доживљајима двоје младих љубавника, Флорија и Бјанћифиоре.
Херојски, дворски и витешки поглед има основну улогу у Тесеиди, поеми у октавама у дванаест књига, посвећених Фијамети.

## Књижевна активност у Фиренци
Фиренца је, насупрот Напуљу била средина практичног, трговачког, политиком и борбама ангажованог града. Бокачо је наставио са својом књижевном делатношћу у другачијем књижевном поднебљу. Он сада пише дела у којима спаја дворску средину, у којој се претходних година кретао, са амбијентом града и његовом богатом традицијом.
У делу Елегија госпође Фијамете жена није приказана као предмет обожавања, већ као субјекат који приповеда о својој љубавној патњи.
Најзрелије Бокачово песничко остварење у фирентинском периоду је Фијезоланска прича о нимфама, мала поема у 473 октаве, одраз поштовања писца према фирентинској традицији.
У Декамерону, ремек делу обликованом највероватније између 1348. и 1351. године, Бокачо је успео да прикаже живот у свој његовој пуноћи и да створи представу свестране, богате слике о људима, најразличитијих искустава и типова. Декамерон је збирка од сто новела, вешто осмишљене, прецизне структуре, која најављује Бокача као једног од најзначајнијих носилаца хуманистичких идеја.

## Декамерон

### Оквир Декамерона
Седам девојака и три младића срећу се у Цркви Свете Марије Новеле, стварају договор у коме ће прича постати спасоносна сила која побеђује смрт. Постоје мишљења да су седам девојака Бокачове љубавнице – од Пампинеје, коју је прву волео, до Елизе, коју је волео када је писао дело. Међутим, Пампинеја је бујна, Фијамета је распевана, Емилија је ласкавица, Лаурета Петраркина Лаура, Неифила поново заљубљена, и Елиза Вергилијева Дидона. Бар тако тврди де Санктис. Девојака има колико и дана у недељи, планета на небу, теолошких врлина (слободних вештина).
Број три, колико има младића, симболизује мушко начело и свето тројство. Панфило сав љубав претпоставља се да представља неверног Бокача, Филострато побеђен љубављу, представља Бокача одгурнутог. Дионео, на крају је један од пишчевих потписа, те је овај приповедач развратних прича на крају дана, вероватно сам аутор.
Приповедање новела само је део њихове активности, и они од тога праве ритуал – церемонију крунисања, задавање теме и правила приповедања. Магловит оквир говори о још неким њиховим сталним активностима као што су шетње. Порука Декамерона је можда, будимо великодушни да би тако овековечили своје кратке животе.
Приповедање је подељено на четири теме. Прва слободна (1 дан), друга о фортуни (2 дана), о амору (четири дана) и о великодушности (1 дан). Бокачо није желео да стил оквира пуно одудара од стила новела па је увео и прелазе.

### Стил Декамерона
Аскетски дух који владао средњевековљем поставио је врхунац савршенства у екстазу. Дантеова алегоријска бића одраз су замагљене визије света, жеље да се нешто каже по угледу на теократску литературу, легенде, мистерије, визије и алегорије. Насупрот таквом свету постоји почетком 14. века жива трубадурска традиција која на свет гледа много ведрије, постоје новеле – приче о догађајима од великог значаја који нам се допадају као истинити. Ипак, неплодност дела која су претходила Декамерону је неспецифичност ситуације, општост ликова, и то је поље на коме ће Бокачо, учењак, познавалац, Дантеа и класике, зачети свој литерарни свет. Оскудан, протоколаран оквир Декамерона он испуњава индивидуализираним причама, у којима главну улогу играју две појаве – љубав и интелигенција. У односу на њих се читав свет поново процењује.
Дух хуманизма по чијим је ставовима и песник живео, намеће му да истакне у свом делу тријумф разума и духа, природног нагона, над мистицизмом клера. Декамероном Бокачо уздиже земаљски живот из блата, а књижевни род новеле из ниских у средње сталеже. Његово оружје је весела карикатура. Како она функционише? Карикатура је реално приказивање предмета уз истицање његове слабе и смешне стране, и управо је то средство послужило Бокачу да створи свој нови свет – који је природан, а не духован. Унутрашњи духовни живот пун мистерије и фанатизма који налазимо код Дантеа – овде је потиснут нагоном – силовитом реакцијом на сопствену супротност. У том свету Бог и провиђење су само именовани, док светом и људским судбинама управља слепи случај – Фортуна, која се може победити само уз помоћ интелигенције. Натприродног нема, може се појавити само као шала и превара, док се Бајка јавља само у две новеле последњег дана у причама о чаробном врту и великодушности. Легенда је изложена пародији, витешки идеали се хвале, али у склопу ренесансног заноса заштите природног понашања, личне иницијативе и домишљатости.
Због таквих карактеристика Бокачово је дело названо Људском комедијом, чистој супротности Божанственој Комедији, а овај термин употребљава и Де Санктис. Ово дефинише поетски свет у коме је тело супротстављено строгости клера, у коме профани свет карикира своје господаре. Злобно друштво незналица се супротставља интелигентном друштву. Комични мотив Декамерона проистиче из интелигентног, а не моралног света. Лукави дух стално тријумфује над неуким.
Такав поглед према интелекту долази из култа лепе форме, лепе речи и најезде античког наслеђа који долазе после Дантеа. Уметнике интересује лепа одећа стварности, а у проучавању их води ерудиција. Јавља се натурализам и реализам практичног живота. Али Бокачов свет није чисто реалистичан. Пре свега зато што његов циљ није да представи прецизно свет какав јесте, већ да пронађе чудесне и изузетне случајеве и да их представи на духовит начин. Новеле су само привидно, површно распоређене на теме и лелујају од крајности до крајности; трагично и комични, високо и ниско, мешају се као одраз ширег погледа на свет.
Аутор и слушалац су супериорни над причом – налазе се високо изнад ње, непредвидиви, посматрају свој предмет критички, забављају се и наслађују њиме на елегантан начин. Врста чудеснога која из тога извире је сасвим нова – људска дела у хиру случаја која побеђују претпоставке разума. Зато Де Санктис Декамерон назива и Караваном маште у коме су људи ослобођени свих веза наочиглед смрти – позорница људских дела којима управља случај. Пошто је интерес Декамерона у необичности узрока и последица догађаја, морално је потпуно уклоњено – врлина је такође књижевна – прерађена из витешких романа и световне литературе. Господа показују своју врлину тиме што се не служе зло својом силом већ се показују дарежљиви и услужни. Врлина тако више нема теолошки и мистичан карактер – и ствара се осећај ведрине. Срећне и тужне приче пливају у лепом оквиру све утопљене у ту ведрину. Описи, разговори и рефлексије разблажују и расплињују сваку тугу и коб – негативне, али и позитивне емоције постају сасвим површне.
Условљен историјским околностима (победом гибелина, миру, повратку античком наслеђу) интелект се размножио, створио своју класу (хуманисте) и тако се издвојио од остатка света. Сигуран знак учености у том соју постало је смејање грешном, неуком свету. Чак и проповедници више нису били суморни већ су настојали да досеткама, оговарањима и шалама забаве слушаоце. Зато и Бокачо себи дозвољава да у Декамерону световни људи приликом исповести (Ћапелето) магарче глупе и тупе свештенике.
Али шта то видимо у прелазу, Бокачовом изуму – Памфило почиње приповетку да ће се радити о томе да сваку ствар треба радити у име Бога, јер он узима у обзир чистоту молиоца, а не његово незнање, нити то што је можда у паклу.
Затим се оцртава човек који ужива у греху, који са задовољством и свесно чини зло. У Бургундији се понаша другачије, као љубазан и благ. Зеленаши се, кад Ћапелето оболи, брину да им његова смрт у њиховој куће не нашкоди за посао, јер су Италијански зеленаши. Иако би га отац пустио са исповести брже, матором Италијану је стало да што више слаже, јер у лажи ужива, а ово му је последња. Једном сам пљунуо у божијем храму каже на крају Ћапелето, а свештеник му одговара, нема везе сви ми тамо пљујемо по цео дан. Чак и преваранти су згранути и развесељени Ћапелетовим безочним лагањем.
Пошто је Ћапелето постао светац Бокачо закључује, да није важно каквом се свецу молимо док год је наша мисао чиста и искрена. Иако је приповедач у овој причи морално неопредељен због тога што не процењује светску правду, већ своје могућности, и однос са богом – он поставља једну комичну ситуацију – одушевљеног фратра и лажљивог Ћапелета – и из рушења једне од мистерија хришћанства – последње исповести – навир комика.
У истом маниру, чуда светаца (Мартелино, Фра Алберто) приказана су са комичном веселошћу. У причи о Мартлину три лакрдијаша долазе да виде умрлог свеца Арига. Да би ушли у пуни цркву, Мартелино се прави одузетим. Штос би му упалио али га је неко препознао и онда су га тукли. Да би га спасили, пријатељи га оптужују за крађу, од чега се он брани, али је барем спашен од батина због глуме хендикепираности. Сву тројицу спашава и награђује услужни Сандро, представник племићке врлине. Прича о Мартелину је забавна прича, без оштре поенте, која се игра са мотивом светости.
Још безобразнија је прича о Фра Алберту који је убедио жену да се у њу заљубио Анђео Гаврило. Нико не потенцира да је важно то што је он лоше завршио – важна је прича, која је пријатна, флуентна и држи пажњу. Тако и Пампинеја почиње причу – жели да исприча новелу која ће све да насмеје, али да се не удаљи сувише од теме приповедања. Прича је такође о преваранту који постаје свештеник преселивши се из Имоле у Венецију. У овој причи Фра Лаберто заступа интелект, који се зло служи својом моћи над приглупим светом. Из тога такође избија врцава комика, посебно када јој каже да га је анђео пребио и затражио да се извини што је кудио њену лепоту – Лизета се толико надула од узбуђења да јој кошуља није прекривала задњицу. Намере фра Алберта су потпуно телесне, али и смешне. Ту долази до оног момента који Ауербах наводи као пример за Бокачово третирање стварности разговор глупе Лизете и неке жене око Арханђела Гаврила, врхунац комичног у овој новели. Са психолошком рафинираношћу он осликава пријино устезање и тобож веровање Лизети да би јој она испричала целу причу. После тога су многе перипетије – скакање у канал Гранде, светковина на којој се Алберто прерушава у дивљег човека да би побегао од девера.
Живот представљен у Декамерону је велика слика света над којом се дижу Дантеове паклене Малеболге. Културан и углађен свет у њему је рефлекс витешких романа (Федерицо дегли Албриђи). У том свету. Утисак је да се у новелама налазимо у површном и лакомисленом свету, окренутом ка споља, ка уживању, судбинама ношеним тамо-'вамо вихоровима случаја и среће.
Култура у првом цвату, руга се некултури нижих слојева. Основни карактер који даје радост Декамероновим призорима је припростост неуких људи. Приповедачи Бокача су ренесансни људи – они проводе весео али пристојан живот, зазивају Бога, и поштују Вркву и религиозне форме – међутим они се смеју глупанима и лукавцима без тежње да свет исправе у моралном смислу, или да га реформишу – налик Краљу Лиру на краху Шекспирове драме, када држи Корделију у наручју, мртву. Та непосредност смрти је куга, код Бокача.
Радосној атмосфери приповедака умногоме доприноси њихов оквир – јер су и њиховим приповедачима оне само средство да се време проведе угодно, и да се не мисли на свакодневне опасности. Оно што их чини занимљивим јесте Бокачова уметност локализације – причања приче као да је јединствена, као да се одиграла само једанпут. Био је познат по томе да је до прецизности хирурга обрађивао предања све док не би биле само његове приче. (Паклена девојка В, 8).
Ту Бокачо прича једну обичну причу о томе како жена прецењује своју лепоту и куди друге, али због начина причања, паметне досетке њеног стрица и још неких детаља, прича изгледа као да се догодила само једном у Челатику. (Схватила је Фрескове истините речи онако како би их разумела овца)

## Формановеле
Бокачове иновације у форми новеле биле су увођење индивидуалних црта карактера, уместо општих типова, увођење амбивалентних ликова, ограничавање дејства Фортуне... Његова композициона структура са друге стране пратила је рану новелистичку традицију, са том специфичношћу што је Бокачова зближавала разне жанровске изворе. Бокачова схема у највећем броју приповедака изгледа овако:
1. Мотивација или припрема ситуације
2. Излаз из ситуације помоћу активне самоиницијативности
3. Хуманистичка лекција из морала

Уз то, постоје и нерешиве ситуације са трагичним крајем, изузетни случајеви и бајке (радње са карактером искушења). Дешава се да постоје и сложеније структуре – да задовољење жеље једног лика води штети другог; или синтагматска серија са два тока – стицање онога што се жели и избегавање настале претње.
Бокачова средства, су, за разлику од легенди, реторичка, а не чисто народска. Он полаже велики део уживања на драмски ефекат расправа и аргументација. Када се користи вулгаризмима он то чини да оцрта нпр. посустајање душе у жени (мадам Лизета разговара са пријом).
Сочност кратких новела је у закључку, баш као и код сонета. Тај закључак је често ненадан и у супротности је са премисама – те изреке, досетке, епиграме и шале створила је школа трубадура или «веселе науке». Међутим, забавна карикатура је Бокачов занат, а поента је уопштена, забавна ствар која произилази из раскошног заплета ситуација и мисли.

## Књижевни опус

### Књижевна дела
- Дијанин лов (1334)
- Филострато (1335)
- Филоколо (око 1336)
- Тесеида (између 1339. и 1340. године)
- Аметова прича о нимфама (између 1341. и 1342. године)
- Љубавна визија (1342)
- Елегија госпође Фијамете (између 1343. и 1344. године)
- Фијезоланска прича о нимфама (између 1344. и 1346. године)
- Декамерон (између 1348. и 1351. године)[6]
- Корбачо (нема података кад је дело настало)
- Риме

### Расправе на латинском
(писане су између 1356. и 1361. године)
- Генеалогија пагана
- Славне жене
- Пропаст славних људи
- О планинама, шумама, изворима, језерима, рекама, мртвим водама или мочварама и о именима мора
- Живот или мали трактат у славу Дантеа

### Издања
(на српском и сродним језицима)
- Ђовани Бокачо, "Декамерон", Савремена библиотека, Београд, 1936. (превод Михаило Добрић, Милорад Павловић)
- Ђовани Бокачо, Из Декамерона, Novi Sad, Budućnost, 1946.
- Giovanni Boccaccio, Novele, (превела Ива Адум, избор и поговор Ервин Шинко), Zagreb, Zora, 1948.
- Giovanni Boccaccio, Život Danteov, (превела Татјана Фрковић), Zagreb, Zora, 1948.
- Đovani Bokačo, Ljubavne ispovesti gospe Fjamete, Beograd, (превео са италијанског Момчило Савић), Narodna knjiga, 1958.
- Ђовани Бокачо, Декамерон, Novi Sad, (превео Михајло Добрић), Bratstvo-jedinstvo, 1958.
- Đovani Bokačo, Iz Dekamerona, Beograd, Rad, (О Бокачи и избору из Dekamerona Момчило Савић) 1960.
- Giovanni Boccaccio, Dekameron, (превела Јерка Белан, поговор Francesco de Sanctis) Zagreb, Matica hrvatska, 1964.
- Đovani Bokačo, Dekameron, Beograd, Jugoslavija, 1966.
- Giovanni Boccaccio, Djela, (Rime, Filostrato, Ameto, Elegija gospe Fiammette, Spjev o fjezolanskim nimfama, Korbač, Raspravica u pohvalu Dantea) (priredili Frano Čale i Mate Zorić), SNL, Zagreb, Matica hrvatska, 1981.
- Giovanni Boccaccio, Decameron i druga djela, Zagreb, Školska knjiga, 1989.
- Đovani Bokačo, Dekameron, Sarajevo, Svjetlost, 1990.
- Ђовани Бокачо, Декамерон, Beograd, Narodna knjiga - Alfa, 1996.
- Đovani Bokačo, Dekameron, Podgorica,(превод Добрић Михајло, приредила Весна Килибарда) Unireks, 1997.
- Đovani Bokačo, Dekameron, Beograd, Zavod za udžbenike i nastavna sredstva, 1998.
- Đovani Bokačo, Vesele priče iz Dekamerona, Beograd, Srpska književna zadruga, 1999.
- Đovani Bokačo, Dekameron, (knj. I), (Избор, превод и пропратни текстови Драган Мраовић), Beograd, Dereta, 2002.
- Đovani Bokačo, Dekameron, (knj. II), (Избор, превод и пропратни текстови Драган Мраовић), Beograd, Dereta, 2003.